# Khémisset (provins)
Khémisset (arabiska: إقليم الخميسات, franska: Province de Khémisset) är en provins i Marocko.   Den ligger i regionen Rabat-Salé-Kénitra, i den norra delen av landet, 70 km sydost om huvudstaden Rabat. Antalet invånare är 521 819. Arean är 8 305 kvadratkilometer. Huvudort är staden Khémisset.